# Clematis afoliata
Clematis afoliata är en ranunkelväxtart som beskrevs av J. Buch.. Clematis afoliata ingår i släktet klematisar, och familjen ranunkelväxter. Inga underarter finns listade i Catalogue of Life.